# Gasteracantha sacerdotalis
Gasteracantha sacerdotalis là một loài nhện trong họ Araneidae.
Loài này thuộc chi Gasteracantha. Gasteracantha sacerdotalis được Ludwig Carl Christian Koch miêu tả năm 1872.